# Істрійський камінь
Істрійський камінь (італ. pietra d'Istria) — різновид вапняку з низькою пористістю, з античних часів використовувався як будівельний та оздоблювальний матеріал в архітектурі всього узбережжя Адріатичного моря. Являє собою щільний тип водонепроникного вапняку. Камінь видобували в Істрії та Далмації, між містами Порторож та Пула, а також на островах Брач і Корчула. Легкий в обробці, довговічний та естетично привабливий, був улюбленим матеріалом античних архітекторів: зокрема, з нього побудовані античні споруди у Спліті та Пулі, середньовічні міста Далмації, фасади будівель у Ріміні, Венеції та інших італійських містах. Істрійський камінь використовували архітектори Леон-Баттіста Альберті, Мауро Кодуччі, Палладіо.

## Характеристики
Істрійський камінь є біогенним каменем, складеним із карбонату кальцію з панцирів та мушель морських істот, осаджених протягом мільйонів років. За міцністю на стиск та щільністю наближається до характеристик мармуру, який є метаморфованим вапняком, тому істрійський камінь часто помилково називають «мармуром». Характеризується високою щільністю та низькою пористістю (аналогічно до порфіру), високою міцністю на стиск (1 350 кг/см²) та високим коефіцієнтом звукопроникності. Попри високу стійкість до сольової корозії істрійський камінь змінюється внаслідок сульфатизації — процесу, характерного для багатьох порід карбонатного складу, що піддаються впливу діоксиду сірки в забрудненому повітрі.
Свіжовидобутий істрійський камінь має колір кам'яної солі, біло-жовтуватий або біло-зеленуватий, але в процесі старіння та погодних умов набуває блідо-сірого відтінку; білизна істрійського каменю добре контрастує з кольоровими каменями та цеглою.
Архітектор XVI століття Джорджо Вазарі відзначав, що цей камінь має «свинцево-білий» колір та легко розколюється. Тому для роботи з ним у Венеції використовували спеціальні довгі залізні інструменти, за допомогою яких обробляли камінь «уздовж його шару». Для декорування вікон та порталів дверей венеційці віддавали перевагу істрійському каменю перед усіма іншими.

## Використання каменю у Венеції
Істрійський камінь тісно пов'язаний із забудовою Венеції. Місто не мало місцевого будівельного каменю, тому для будівництва палаццо його ввозили морем. Масовий імпорт, особливо зі старих каменоломень, розташованих неподалік від міст Врсар та Златні-Рат, розпочався після приєднання істрійських міст до Венеційської республіки у 1267—1335 роках. Перше відоме згадування використання істрійського каменю при будівництві Венеції датується 568 роком, коли місто тільки починала будувати. Венеційці широко використовували його в будівництві та облицюванні фасадів будинків, церков, палаццо, мостів, каналів, підлог споруд аж до кінця XVIII століття. За наявними даними, 80 % каменю, використаного для будівництва Венеції, було привезено з Істрії. Завдяки дешевизні морських перевезень каменю та його фізичним і механічним властивостям (добре переносив агресивне морське середовище лагуни), Венеційський Сенат спеціальним рішенням у 1307 році постановив, що всі фасади церков, палаццо, військових, громадських і релігійних будівель повинні виконувати з істрійського каменю. Завдяки цьому рішенню всі будівлі міста стилістично пов'язані між собою і є єдиним ансамблем.
У скульптурі істрійський камінь використовувався, зокрема, у готичний період замість численних мармурових творів венеційсько-візантійського періоду. На початку XIV століття з істрійського каменю було вирізано крилатого лева — символ венеційської влади. Істрійський камінь, оброблений венеційськими каменярами, експортували аж до Леванту.

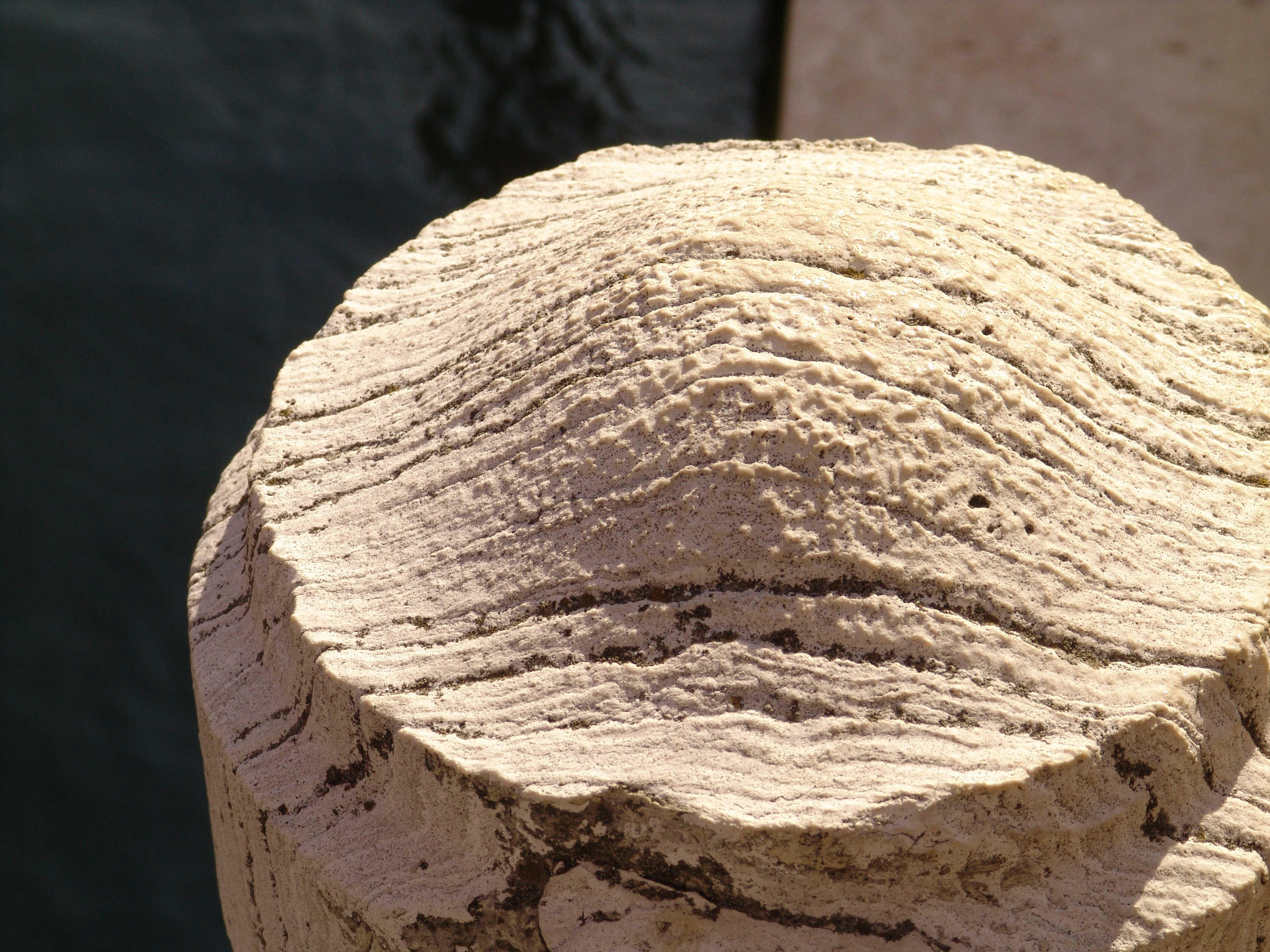
Вивітрений істрійський камінь у Венеції

Архітектор Франческо Сансовіно у своєму трактаті «Venetia citta nobilissima et singolare» (1580), підкреслив характерний вигляд, який надавала Венеції істрійський камінь та мідно-червоний веронський «брокателло» (так званий «Веронський мармур»). Згідно з Сансовіно, істрійський камінь завозили з Ровіню та Бріоні на істрійському узбережжі.